# Scipio Colombo
Scipio Colombo (Vicenza, 25 maggio 1910 – Gernsbach, 13 aprile 2002) è stato un baritono italiano.

## Biografia
Dopo aver iniziato gli studi in Filosofia presso l'Università degli Studi di Padova e una breve esperienza come violinista, trovò la sua strada nel canto, debuttando nel 1937 nel ruolo di Marcello ne La bohème.
Negli anni della seconda guerra mondiale cantò più volte alla Scala, dove, finito il conflitto, nel 1947 prese parte alla prima de L'amore delle tre melarance. Altre prime scaligere furono Peter Grimes e I dialoghi delle Carmelitane. Molto apprezzate furono anche le sue performance ne Il prigioniero di Luigi Dallapiccola nel 1950 e Cagliostro di Ildebrando Pizzetti nel 1953.
In quegli anni fece anche il debutto sulle scene internazionali, apparendo alla Staatsoper di Vienna (Tosca, Il trovatore, Rigoletto), alla Royal Opera House di Londra (Tosca), ad Aix-en-Provence (Don Giovanni, Le nozze di Figaro, Così fan tutte).
Altri ruoli affrontati furono Amonasro, Germont, Ford, Lescaut. Dal 1959 si dedicò all'insegnamento.

## Repertorio
| Ruolo                | Titolo                       | Autore       |
| -------------------- | ---------------------------- | ------------ |
| Dottor Schön         | Lulu                         | Berg         |
| Escamillo            | Carmen                       | Bizet        |
| Capitano Balstrode   | Peter Grimes                 | Britten      |
| Il prigioniero       | Il prigioniero               | Dallapiccola |
| Dottor Malatesta     | Don Pasquale                 | Donizetti    |
| Des Siriex           | Fedora                       | Giordano     |
| Manfredo             | L'amore dei tre re           | Montemezzi   |
| Conte d'Almaviva     | Le nozze di Figaro           | Mozart       |
| Don Giovanni         | Don Giovanni                 | Mozart       |
| Guglielmo            | Così fan tutte               | Mozart       |
| Boiardo Sciakloviti  | Kovanscina                   | Musorgskij   |
| Barone Flachsland    | Cagliostro                   | Pizzetti     |
| Marchese de la Force | I dialoghi delle Carmelitane | Poulenc      |
| Pantalone            | L'amore delle tre melarance  | Prokof'ev    |
| Mr. Astlely          | Il giocatore                 | Prokof'ev    |
| Lescaut              | Manon Lescaut                | Puccini      |
| Marcello             | La bohème                    | Puccini      |
| Barone Scarpia       | Tosca                        | Puccini      |
| Michele              | Il tabarro                   | Puccini      |
| Edipo                | Edipo re                     | Stravinskij  |
| Prosdocimo           | Il turco in Italia           | Rossini      |
| Guglielmo Tell       | Guglielmo Tell               | Rossini      |
| Miller               | Luisa Miller                 | Verdi        |
| Rigoletto            | Rigoletto                    | Verdi        |
| Conte di Luna        | Il trovatore                 | Verdi        |
| Giorgio Germont      | La traviata                  | Verdi        |
| Amonasro             | Aida                         | Verdi        |
| Ford                 | Falstaff                     | Verdi        |

## Discografia
- Fedora, con Maria Caniglia, Giacinto Prandelli, dir. Mario Rossi - 1950 Cetra
- Tosca, con Simona Dall'Argine, Nino Scattolini, dir. Argeo Quadri - 1951 Westminster
- Luisa Miller, con Lucy Kelston, Giacomo Lauri Volpi, Giacomo Vaghi, Mitì Truccato Pace, dir. Mario Rossi - 1951 Cetra
- Don Pasquale, con Melchiorre Luise, Lina Aimaro, Juan Oncina, dir. Argeo Quadri - 1952 Westminster
- Guglielmo Tell, con Antonio Salvarezza, Elsa Van Bueren, Guus Hoekman, Marisa Mari, Dir, Willem Lohoff - dal vivo Hilversum 1953
- Le nozze di Figaro, con Italo Tajo, Alda Noni, Renata Tebaldi, Giulietta Simionato, dir. Ionel Perlea - dal vivo Napoli 1954 - Hardy Classic
- Edipo Re, con Tommaso Frascati, Magda László, Giuseppe Modesti,  Alfredo Nobile, dir. Igor' Fëdorovič Stravinskij - dal vivo Roma-Rai 1955 - Rai Trade
- Tosca,  con Magda Olivero, Eugenio Fernandi, dir. Emidio Tieri - dal vivo RAI-Milano 1957 - Movimento Musica/IDIS
- I dialoghi delle Carmelitane (in ital.), con Leyla Gencer, Gigliola Frazzoni, Virginia Zeani, Eugenia Ratti, Fiorenza Cossotto, dir. Nino Sanzogno - dal vivo La Scala 1957 - Legendary Recordings/Opera Lovers
- Aida, con Anna De Cavalieri, Aldo Bertocci, Ira Malaniuk, Paolo Dari, dir. Erneso Barbini - 1958 c. - Guilde
- Carmen, con Giulietta Simionato, Mario Del Monaco, Gabriella Tucci - Dir. Nino Verchi - dal vivo Tokyo 1959 - Melodram

## Videografia
- Falstaff (Ford), con Giuseppe Taddei, Anna Maria Canali, Rosanna Carteri, Anna Moffo, Luigi Alva, Fedora Barbieri, dir. Tullio Serafin - 1956 Video-RAI ed. VAI